# Liste der FFH-Gebiete im Landkreis Traunstein
Die Liste der FFH-Gebiete im Landkreis Traunstein zeigt die FFH-Gebiete des oberbayerischen Landkreises Traunstein in Bayern. Teilweise überschneiden sie sich mit bestehenden Natur-, Landschaftsschutz- und EU-Vogelschutzgebieten.
Im Landkreis befinden sich 18 und zum Teil mit anderen Landkreisen überlappende FFH-Gebiete.